# Challenge Cup 2022/23 (Frauen)
Die Volleyball-Saison 2022/23 des Challenge Cups der Frauen wurde vom 22. November 2022 bis zum 22. März 2023 ausgetragen. Sieger wurde Reale Mutua Fenera Chieri '76 aus Italien in den Finalspielen gegen CSM Lugoj aus Rumänien.
Der deutsche Bundesligist VfB 91 Suhl erreichte die Halbfinalspiele, wo es gegen Chieri unterlag.